# Dominik Dudys
Dominik Dudys (23 de agosto de 2002) es un deportista polaco que compite en natación, especialista en el estilo libre. Ganó una medalla de plata en el Campeonato Europeo de Natación de 2024, en la prueba de 4 × 100 m libre.

## Palmarés internacional
| Campeonato Europeo | Campeonato Europeo | Campeonato Europeo | Campeonato Europeo |
| Año                | Lugar              | Medalla            | Prueba             |
| ------------------ | ------------------ | ------------------ | ------------------ |
| 2024               | Belgrado (Serbia)  | Medalla de plata   | 4 × 100 m libre    |